# Dąbrowice (gemeente)
De gemeente Dąbrowice is een landgemeente in het Poolse woiwodschap Łódź, in powiat Kutnowski.
De zetel van de gemeente is in Dąbrowice.
Op 30 juni 2004 telde de gemeente 2121 inwoners.

## Oppervlakte gegevens
In 2002 bedroeg de totale oppervlakte van gemeente Dąbrowice 45,94 km², waarvan:
- agrarisch gebied: 94%
- bossen: 0%

De gemeente beslaat 5,18% van de totale oppervlakte van de powiat.

## Demografie
Stand op 30 juni 2004:
| Omschrijving                   | Totaal | Totaal | Vrouwen | Vrouwen | Mannen | Mannen |
| ------------------------------ | ------ | ------ | ------- | ------- | ------ | ------ |
| eenheid                        | aantal | %      | aantal  | %       | aantal | %      |
| inwoners                       | 2121   | 100    | 1078    | 50,8    | 1043   | 49,2   |
| bevolkingsdichtheid (inw./km²) | 46,2   | 46,2   | 23,5    | 23,5    | 22,7   | 22,7   |

In 2002 bedroeg het gemiddelde inkomen per inwoner 1363,71 zł.

## Administratieve plaatsen (sołectwo)
Augustopol, Baby, Dąbrowice (sołectwa: Dąbrowice Pierwsze, dąbrowice Drugie en Dąbrowice Trzecie), Liliopol, Mariopol, Ostrówki, Witawa, Zgórze, Żakowiec.

## Overige plaatsen
Baby-Towarzystwo, Cieleburzyna, Działy, Dzięgost, Iwiny, Łojewka, Majdany, Piotrowo, Rozopol.

## Aangrenzende gemeenten
Chodecz, Chodów, Krośniewice, Nowe Ostrowy, Przedecz